# 岐阜県立多治見工業高等学校
岐阜県立多治見工業高等学校（ぎふけんりつたじみこうぎょうこうとうがっこう）は、岐阜県多治見市陶元町207にある県立高校。

## 概要
公立専門教育機関（専門学校）を併設して、陶磁器に関する高度な専門技術を教えている。文部科学省の日本版デュアルシステムに選定されている。校訓は「正しく 強く 明るく」。通称は「多工」（たこう）または「工業」（こうぎょう）。

## 学科
全日制課程
- セラミック工学科
- 産業デザイン工学科
- 電子機械工学科
- 電気工学科

専攻科（2年制）
- 陶磁科学芸術科
  - 陶芸コース
  - セラミック技術コース

## 沿革
- 1898年（明治31年） - 岐阜県陶磁器講習所として土岐郡土岐津町に開設。
- 1908年（明治41年） - 岐阜県土岐郡立陶器工業学校へ校名改称。
- 1916年（大正2年） - 土岐郡多治見町へ校舎移転。
- 1925年（大正12年） - 岐阜県土岐窯業学校へ校名改称。
- 1925年（大正13年） - 岐阜県多治見工業学校へ校名改称。
- 1948年（昭和23年） - 岐阜県立多治見工業高等学校へ校名改称。窯業科の課程を設置。
- 1954年（昭和29年） - 機械科の課程を設置。
- 1962年（昭和37年） - 専攻科として陶磁科学芸術科を併設。
- 1963年（昭和38年） - 電気科の課程を設置。図案科をデザイン科と改称。
- 1968年（昭和43年） - 定時制窯業科を設置。
- 1971年（昭和46年） - 定時制機械科を設置。
- 1977年（昭和52年） - 定時制課程を廃止。
- 1988年（昭和63年） - 窯業科の募集を停止し、セラミック科を設置。
- 1994年（平成6年） - 機械科の募集を停止し、電子機械科を設置。電気科の募集を停止し、電気システム科を設置。
- 1995年（平成7年） - 窯業専攻科（1年制）の募集を停止し、専攻科（陶磁科学芸術科・2年制）を設置。
- 2016年（平成28年）4月 - 核融合科学研究所と教育分野での連携協定を締結[1]。
- 2018年（平成30年） - セラミック科の県外からの募集枠を設置。

## 学校行事
- 球技大会
- 多工祭

## 部活動

### 運動系部活動
- 硬式野球部
- 軟式野球部
- ボクシング部
- バスケット部
- バレーボール部
- ソフトテニス部
- 卓球部
- 柔道部
- 弓道部
- 陸上競技部

### 文化系部活動
- ブラスバンド部（吹奏楽部）
- 造形部
- 洋画部
- 窯業研究部（2012年（平成24年）に陶芸部に改名）
- 写真部
- 電気部
- アイデアロボット部
- 機械システム部

## 進路状況
- 就職：62%（平成17年度）
- 進学：38%（平成17年度）

## 著名な出身者
- 山内逸三 - 窯業技術者。モザイクタイルの父。
- 市之瀬広太 - 彫刻家。名古屋芸術大学名誉教授。
- 神戸峰男 - 彫刻家。名古屋芸術大学名誉教授。
- 加藤卓男 - 陶芸家。人間国宝。
- 加藤孝造 - 陶芸家。人間国宝。
- 鈴木藏 - 陶芸家。人間国宝。
- 酒井敏也 - 俳優。
- 酒向芳 - 俳優。
- 月形明比古 -画家 。陶芸作家。ヤマハミッドランド。
- 清春 - ミュージシャン。黒夢・SADS。
- 岩島章博 - バレーボール選手。ロサンゼルス五輪出場。
- 安藤順三 - プロ野球選手。
- 梶本隆夫 - プロ野球選手。
- 河村保彦 - プロ野球選手。
- 後藤清 - プロ野球選手。
- 柴田英治 - プロ野球選手。
- 林純次 - プロ野球選手。
- 藤本正一 - プロ野球選手。

## 交通アクセス
- JR中央本線・太多線 多治見駅下車、多治見駅前バスターミナルから徒歩で約25分。
- ききょうバス坂上ルート：「陶元町・養正公民館」バス停下車。

## 周辺
- 養正公民館
- 多治見市立養正小学校
- 岐阜県立多治見高等学校